# Amphionthe
Amphionthe är ett släkte av skalbaggar. Amphionthe ingår i familjen långhorningar.
Kladogram enligt Catalogue of Life:
| Amphionthe | \| \| Amphionthe brevicollis \| \| \| \| \| \| Amphionthe caudalis \| \| \| \| \| \| Amphionthe chiriquina \| \| \| \| \| \| Amphionthe dejeani \| \| \| \| \| \| Amphionthe doris \| \| \| \| \| \| Amphionthe oberthuri \| \| \| \| |
|            | \| \| Amphionthe brevicollis \| \| \| \| \| \| Amphionthe caudalis \| \| \| \| \| \| Amphionthe chiriquina \| \| \| \| \| \| Amphionthe dejeani \| \| \| \| \| \| Amphionthe doris \| \| \| \| \| \| Amphionthe oberthuri \| \| \| \| |
|            | Amphionthe brevicollis |
|            | |
|            | Amphionthe caudalis |
|            | |
|            | Amphionthe chiriquina |
|            | |
|            | Amphionthe dejeani |
|            | |
|            | Amphionthe doris |
|            | |
|            | Amphionthe oberthuri |
|            | |